# Afon Llugwy
Afon Llugwy är ett vattendrag i Storbritannien.   Det ligger i riksdelen Wales, i den norra delen av landet, 300 km nordväst om huvudstaden London.